# Molinchart
Molinchart é uma comuna francesa na região administrativa de Altos da França, no departamento de Aisne. Estende-se por uma área de 4,47 km². Em 2010 a comuna tinha 342 habitantes (densidade: 76,5 hab./km²).